# St. Ulrich (Walchensee)

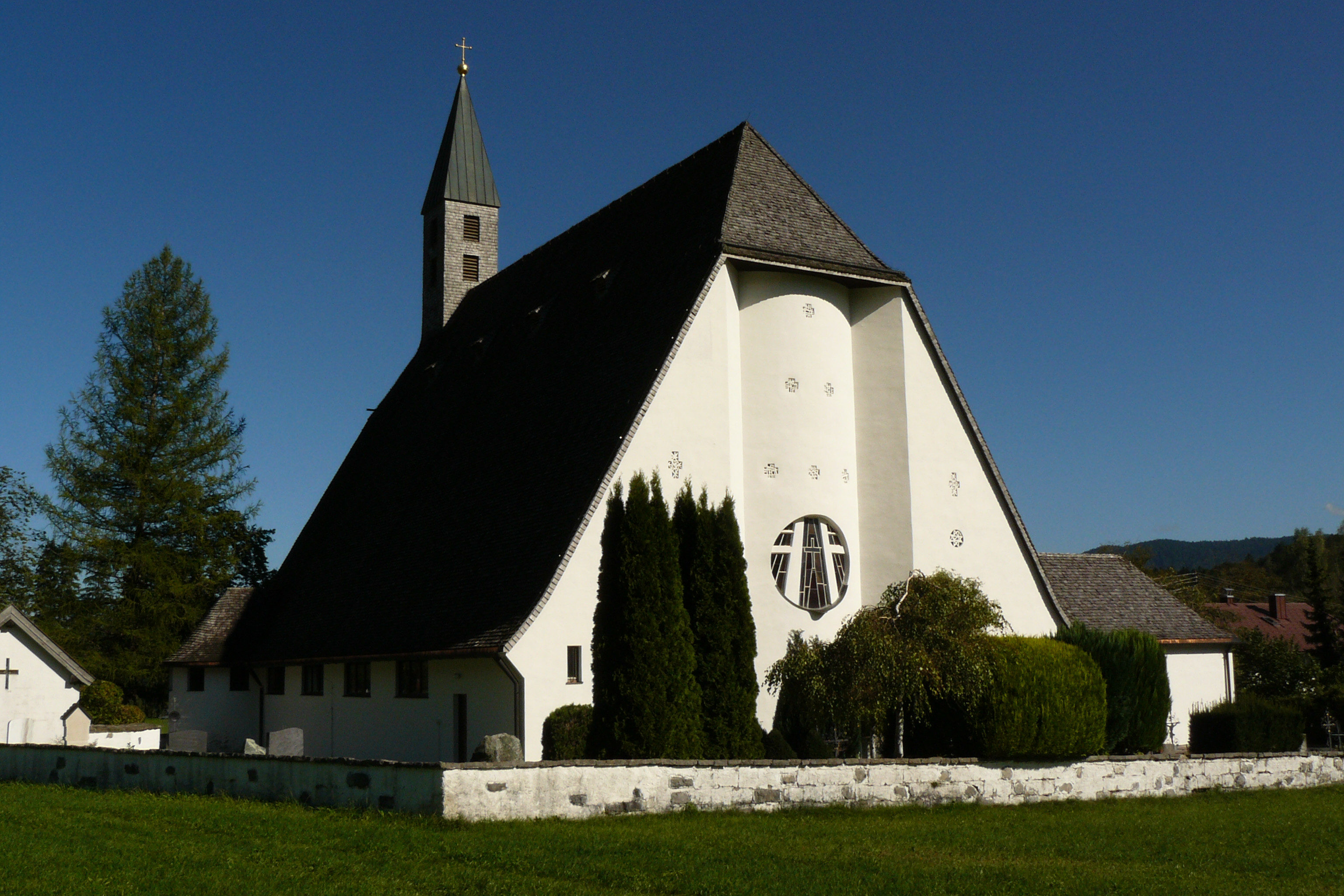
St. Ulrich von Westen

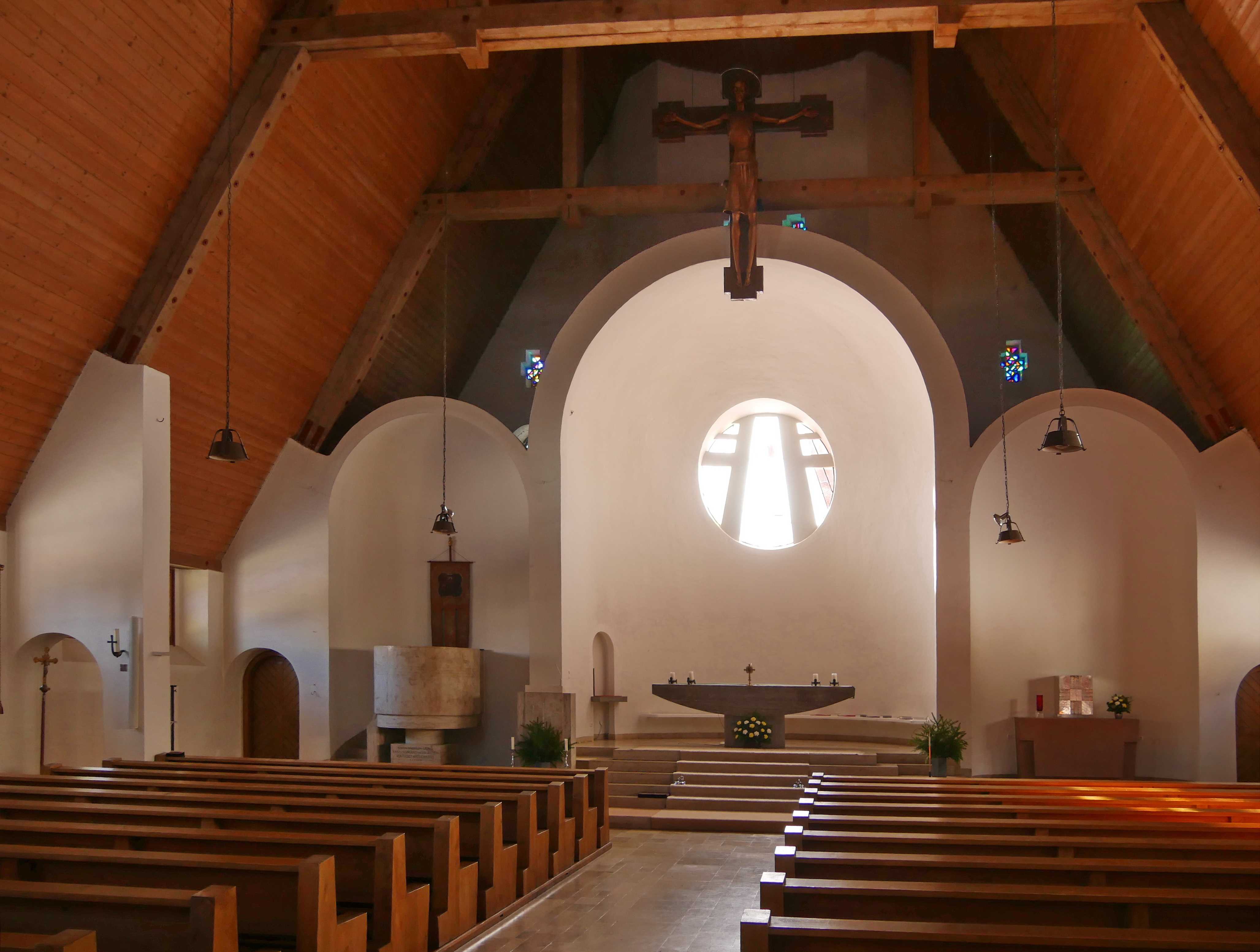
Innenansicht

Die römisch-katholische Pfarrkirche St. Ulrich steht im Kochler Ortsteil Walchensee im oberbayerischen Landkreis Bad Tölz-Wolfratshausen. Das denkmalgeschützte Gotteshaus liegt im Dekanat Benediktbeuern des Bistums Augsburg. Die Adresse lautet Ringstraße 9, 82432 Walchensee.

## Geschichte
Im Jahr 1955 wurde beschlossen, in Walchensee zusätzlich zur alten St.-Jakobs-Kirche ein neues Gotteshaus zu errichten, da durch das Bevölkerungswachstum nach dem Zweiten Weltkrieg diese zu klein geworden war. Aufgrund der zu dieser Zeit stattfindenden 1000-Jahr-Feier der Schlacht auf dem Lechfeld, bei der der heilige Ulrich von Augsburg entscheidend mitwirkte, beschloss man das neue Kirchengebäude unter dessen Patrozinium zu stellen. Der Bau erfolgte von 1958 bis 1960 nach Plänen des österreichischen Architekten Clemens Holzmeister. Das äußere Erscheinungsbild ist mit dem steilen Dach und dem Dachreiter bewusst an das des nahen Klösterls angelehnt.
Im Jahr 2010 wurde der zwischenzeitlich umgebaute Altarraum zum 50-jährigen Jubiläum wieder in den ursprünglich geplanten Zustand versetzt. Im Sommer 2015 wurde nach zweijähriger Bauzeit eine neue Orgel vom Ettaler Abt Barnabas Bögle eingeweiht.

## Beschreibung und Ausstattung
Die moderne Saalkirche besitzt ein steiles Krüppelwalmdach mit einem Dachreiter. Durch Mauern angedeutete Apsiden und der offene Dachstuhl prägen den Innenraum. In den weißen Mauerflächen sind bunte Glasfenster eingearbeitet.

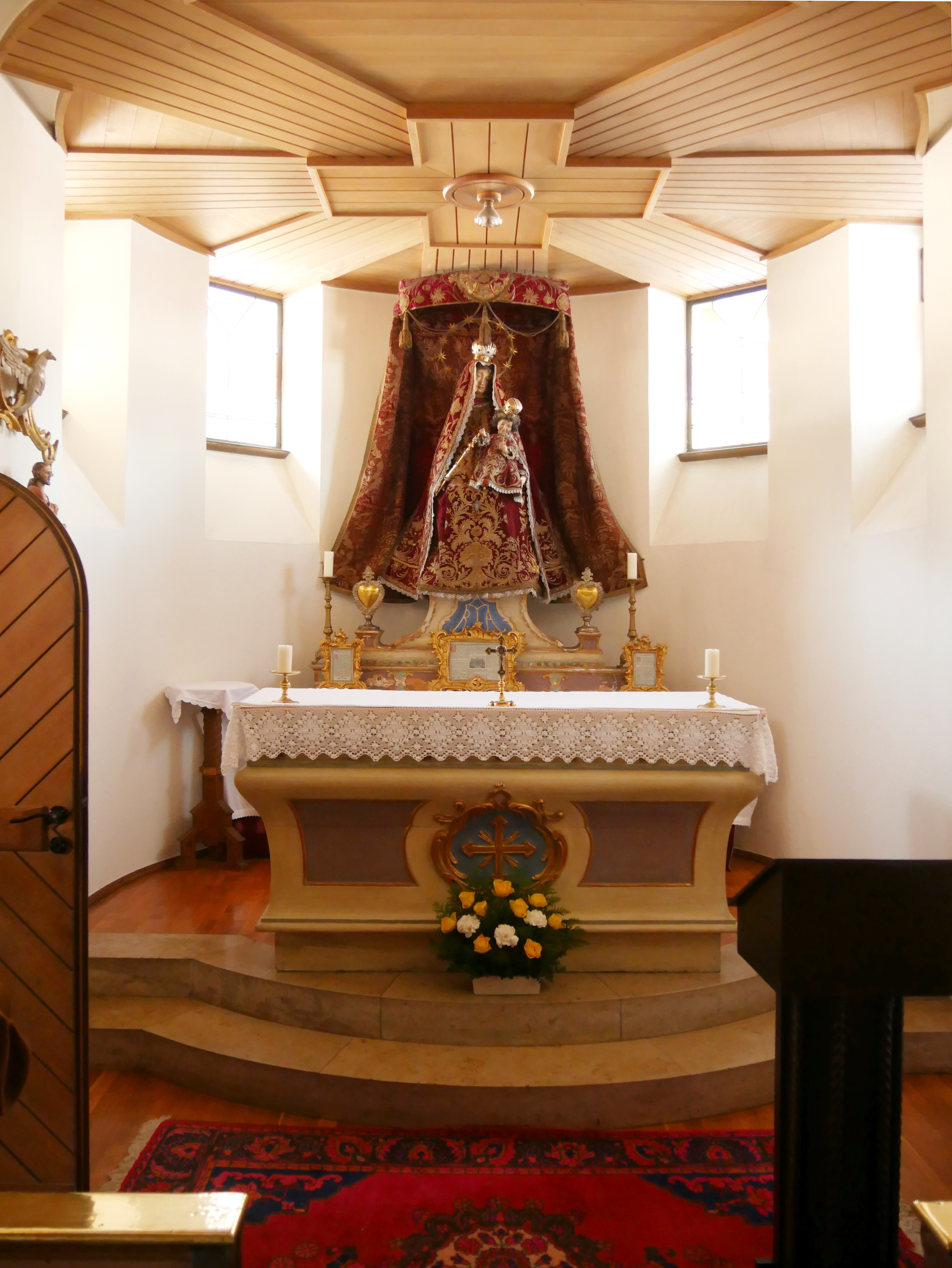
Seitenkapelle

In einer Seitenkapelle befindet sich ein Marienbildnis.
Die Orgel von Andreas Offner aus Kissing besitzt 1072 klingende Pfeifen in 17 Registern auf zwei Manualen und Pedal.
Im Dachreiter verzichtete man auf die Anbringung von Kirchenglocken, diese wurden stattdessen auf der gegenüberliegenden Halbinsel Zwergern am Hang etwas über dem Klösterl in einem Glockenhäuschen positioniert, wodurch ihr Klang im Dorf gut wahrnehmbar ist. Die vier Glocken klingen in g, b, c und es.